# Masayoshi Soken
Pour les articles homonymes, voir Soken.
Masayoshi Soken (祖堅 正慶, Soken Masayoshi, né le 10 janvier 1975) est un compositeur et ingénieur son japonais travaillant pour Square Enix depuis 2001. Soken est principalement connu pour être le compositeur de la bande originale de Final Fantasy XIV et de ses extensions, ainsi que de Final Fantasy XVI.

## Biographie
Né à La Paz au Mexique, il a ensuite déménagé avec sa famille à Tokyo où il a fait ses études à l'Université des sciences naturelles de Tokyo, avec une spécialisation en chimie,. Exposé à la musique dès son plus jeune âge, par son père, trompettiste professionnel et sa mère qui enseignait le piano et l'orgue, il a décidé de ne pas poursuivre une carrière scientifique, et s'est alors fait embaucher comme monteur et concepteur son chez Konami,. Il rejoint Square en 1998 et ses premiers travaux au sein de l'entreprise se concentrent plutôt sur la conception d'effets sonores que sur la composition. Il assiste Kenji Ito sur des jeux vidéo sportifs tels que Gekikuukan Pro Baseball : The End of the Century 1999. Ses débuts en tant que compositeur ont eu lieu avec les jeux de sport exclusifs au Japon Nichibeikan Pro Baseball: Final League, dans lesquels il était l'unique compositeur, ainsi que sur World Fantasista avec Takeharu Ishimoto. En 2005, Soken a travaillé sur Drakengard 2 et Front Mission 5 : Scars of the War. L'année suivante, Soken compose et arrange la musique de Mario Slam Basketball. Avec Kenji Ito et Tsuyoshi Sekito, il a créé la bande originale de Dawn of Mana (connu sous le nom de « Seiken Densetsu 4 » au Japon), avec le compositeur Ryuichi Sakamoto au thème principal. Soken a également arrangé quelques morceaux des précédents jeux de la série des Mana et a joué de la guitare électrique pour ses arrangements. En 2007, il arrive à la composition du jeu en ligne Elebest avec Ai Yamashita.
Soken a également contribué aux publicités de Square Enix ; Front Mission 5 : Scars of the War (2005) présentait la chanson commerciale sportive "Blue Stream", seule composition de Soken dans le jeu. Pour la collection Bootleg officielle de Square Enix Music, exclusive à iTunes, Soken a contribué au morceau Dog Street pour le premier volume en 2006, et Languid Afternoon pour le troisième volume en 2007. Pour le troisième volume il utilise le pseudonyme de Sorbonne Soken. En 2008, il compose la musique du jeu vidéo Nanashi no Game, exclusif au Japon, cette fois sous le pseudonyme de Louise Noma. En 2010, il compose la musique d'un autre jeu de sport pour la Wii, Mario Sports Mix.
Depuis le remaniement de l'équipe de développement de 2010, il est directeur du son sur Final Fantasy XIV. Soken est devenu le compositeur principal du jeu pour le lancement de A Realm Reborn et des extensions qui ont suivi. Il a formé un groupe de rock appelé The Primals avec des membres de l'équipe son pour jouer lors d'événements Final Fantasy XIV tels que les Fan Festival,. Les Primals ont depuis sorti plusieurs albums à commencer par Final Fantasy XIV : From Astral to Umbral. La maladie de Nobuo Uematsu en 2018 l'a empêché de contribuer au thème principal de Shadowbringers comme il l'avait fait pour chaque extension précédente ;  Soken a alors été chargé de la composition. Shadowbringers a été la première extension de la série Final Fantasy XIV à être écrite sans la participation directe d'Uematsu.
En septembre 2020, Square Enix a annoncé le développement de Final Fantasy XVI pour la PlayStation 5. Il a plus tard été révélé que Soken serait le compositeur principal du jeu.

### Problèmes de santé
En mai 2021, lors du Final Fantasy XIV Digital Fan Festival, Soken a annoncé qu'il avait reçu une chimiothérapie durant la majeure partie de 2020, ajoutant que son cancer était en rémission. Soken a caché son traitement à la plupart des membres de l'équipe de développement, effectuant une partie de son travail pour Final Fantasy XIV depuis l'hôpital.

## Style

### Influences
Soken aborde ses compositions en se concentrant sur l'expérience du joueur avant tout. Lorsqu'il est chargé d'arranger les musiques de Final Fantasy composées par Nobuo Uematsu, (qu'il considère comme inséparable de la série des Final Fantasy), il les arrange avec un soin particulier, notant par ailleurs la forte influence d'Uematsu dans son propre processus créatif,. Lors de son travail de composition, Soken utilise majoritairement un piano et des claviers, cependant il préfère jouer de la guitare lors des concerts.
Soken a mentionne dans une interview que ses groupes de musique préférés sont Rage Against the Machine ainsi que Pennywise,.

## Ludographie
| Année | Titre                                                 | Plate-forme                                        | Crédit(s)                                                                                    |
| ----- | ----------------------------------------------------- | -------------------------------------------------- | -------------------------------------------------------------------------------------------- |
| 1998  | Evil Night                                            | Arcade                                             | Compositeur avec Yasuhiro Ichihashi et Yuichi Takamine                                       |
| 2000  | Gekikuukan Pro Baseball : The End of the Century 1999 | PlayStation 2                                      | Compositeur et éditeur sonore avec Kenji Ito                                                 |
| 2002  | Nichibeikan Pro Baseball : Final League               | PlayStation 2                                      | Compositeur et éditeur sonore                                                                |
| 2002  | World Fantasista                                      | PlayStation 2                                      | Compositeur avec Takeharu Ishimoto                                                           |
| 2005  | Drakengard 2                                          | PlayStation 2                                      | Ingénieur du son                                                                             |
| 2005  | Front Mission 5 : Scars of the war                    | PlayStation 2                                      | Compositeur de Blue Stream et éditeur sonore                                                 |
| 2006  | Mario Slam Basketball                                 | Nintendo DS                                        | Compositeur et arrangeur musical                                                             |
| 2006  | Dawn of Mana                                          | PlayStation 2                                      | Compositeur aux côtés de Kenji Ito, Tsuyoshi Sekito et Ryuichi Sakamoto et arrangeur musical |
| 2007  | Elebest                                               | Navigateur                                         | Compositeur avec Ai Yamashita                                                                |
| 2008  | Nanashi no Game                                       | Nintendo DS                                        | Compositeur et directeur sonore                                                              |
| 2008  | Lord of Vermilion (en)                                | Arcade                                             | Éditeur sonore                                                                               |
| 2009  | Lord of Vermilion II                                  | Arcade                                             | Éditeur sonore                                                                               |
| 2009  | Nanashi no Game: Me                                   | Nintendo DS                                        | Compositeur et directeur sonore                                                              |
| 2009  | Noroi no Game: Chi                                    | Nintendo DS                                        | Compositeur et directeur sonore                                                              |
| 2009  | Noroi no Game: Oku                                    | Nintendo DS                                        | Compositeur et directeur sonore                                                              |
| 2010  | Final Fantasy XIV                                     | Windows                                            | Compositeur avec Nobuo Uematsu, Ryo Yamazaki, Tsuyoshi Sekito et Naoshi Mizuta               |
| 2010  | Lord of Arcana (en)                                   | PlayStation Portable                               | Concepteur sonore                                                                            |
| 2010  | Mario Sports Mix                                      | Wii, Wii U                                         | Compositeur avec Kumi Tanioka                                                                |
| 2011  | Ikenie no Yoru                                        | Wii                                                | Compositeur avec Ai Yamashita                                                                |
| 2013  | Final Fantasy XIV : A Realm Reborn                    | Windows, PlayStation 3, PlayStation 4, MacOS       | Directeur sonore et compositeur                                                              |
| 2014  | Drakengard 3                                          | PlayStation 3                                      | Monteur sonore                                                                               |
| 2015  | Final Fantasy XIV: Heavensward                        | Windows, PlayStation 3, PlayStation 4, MacOS       | Compositeur avec Nobuo Uematsu et Yukiko Takada et directeur sonore                          |
| 2017  | Final Fantasy XIV: Stormblood                         | Windows, PlayStation 4, MacOS                      | Compositeur et directeur sonore                                                              |
| 2019  | Final Fantasy XIV: Shadowbringers                     | Windows, PlayStation 4, MacOS                      | Compositeur et directeur sonore                                                              |
| 2021  | Final Fantasy XIV: Endwalker                          | Windows, PlayStation 4, PlayStation 5, MacOS       | Compositeur et directeur sonore                                                              |
| 2023  | Final Fantasy XVI                                     | Windows, PlayStation 5                             | Compositeur et directeur sonore                                                              |
| 2024  | Final Fantasy XIV: Dawntrail                          | Windows, PlayStation 4, PlayStation 5, Xbox Series | Compositeur et directeur sonore                                                              |